# Cândido Freire
Cândido Freire é um distrito do município de Giruá, no Rio Grande do Sul . O distrito possui  cerca de 800 habitantes e está situado na região norte do município .